# Porojść (Litwa)
Porojść (lit. Paraistis) − wieś na Litwie, w gminie rejonowej Soleczniki, 5 km na zachód od Butrymańców, zamieszkana przez 27 osób. Przed II wojną światową w Polsce, w powiecie lidzkim województwa nowogródzkiego.